# Dobrović
Dobrović is een plaats in de gemeente Nova Bukovica in de Kroatische provincie Virovitica-Podravina. De plaats telt 157 inwoners (2001).